# James Douglas (2e duc de Queensberry)
Pour les articles homonymes, voir James Douglas.
James Douglas, né le 18 décembre 1662 et décédé le 6 juillet 1711, 2e duc de Queensberry et 1er duc de Dover, est un aristocrate et homme politique écossais.

## Biographie

### Famille
Il est le fils aîné de William Douglas (1637-1695), 3e comte puis 1er duc de Queensbury (en), et de son épouse Isabel Douglas († 1691), fille de William Douglas, 1er marquis de Douglas.

### Carrière politique
Il rejoint Guillaume III d'Orange-Nassau en 1688.
Il est secrétaire d'État pour l'Écosse du 3 février 1709 à sa mort.